# 南卡弗 (麻薩諸塞州)
南卡弗（英語：South Carver）是位於美國麻薩諸塞州普利茅斯縣的一個非建制地區。

## 地理
南卡弗所處的海拔為高於海平面29米（即95英呎），而該地所採用的時區為UTC-5，即北美东部時區（EST）。同時該地設有夏令時間，為UTC-5調快一小時，即UTC-4（EDT）。